# Басби, Синди
Си́нди Ба́сби (англ. Сindy Busby; 18 марта 1983, Монреаль, Квебек, Канада) — американская актриса.

## Биография
Синди Басби родилась 18 марта 1983 года в Монреале (провинция Квебек, Канада).

## Карьера
Синди снимается в кино с 2002 года и к настоящему времени сыграла в 29 фильмах и телесериалах.

## Личная жизнь
Синди не замужем, детей не имеет. Дружит с Челан Симмонс.

## Избранная фильмография
| Год  |   | Русское название                   | Оригинальное название                   | Роль                     |
| ---- | - | ---------------------------------- | --------------------------------------- | ------------------------ |
| 2002 | с | ФАКультет                          | Undressed                               | Кристин                  |
| 2004 | с | Школа первых ракеток               | 15/Love                                 | имя персонажа неизвестно |
| 2008 | ф | Сквозь объектив                    | Picture This                            | Лиза Кросс               |
| 2009 | ф | Мёртвые, как я: Жизнь после смерти | Dead Like Me: Life After Death          | Дженни                   |
| 2009 | с | Дневники вампира                   | The Vampire Diaries                     | Брук Фентон              |
| 2009 | ф | Американский пирог 7: Книга любви  | American Pie Presents: The Book of Love | Эми                      |
| 2010 | ф | Дневник слабака                    | Diary of a Wimpy Kid                    | популярная девушка 80-х  |
| 2011 | ф | Большой год                        | The Big Year                            | Сьюзи                    |
| 2011 | с | Сверхъестественное                 | Supernatural                            | Дженни Клейн             |
| 2012 | с | Тайный круг                        | The Secret Circle                       | Сара Армстронг           |
| 2012 | с | Дерзкий Лос-Анджелес               | The L.A. Complex                        | Мэнди                    |
| 2013 | ф | 12 раундов: Перезагрузка           | 12 Rounds: Reloaded                     | Сара                     |